# Assar O. Assar
Assar Olsson Assar, född 17 april 1865 i Ottarps församling, Malmöhus län, död 6 december 1943 i Lund, var svensk musikdirektör.
Assar studerade vid Musikkonservatoriet i Stockholm 1882–87, avlade organistexamen 1884, musiklärarexamen 1886 och musikdirektörsexamen 1895. Han var organist och kantor i Högseröds församling 1887–90 och i Köpings stad 1890–95, domkyrkokantor i Göteborg 1895–1907, musiklärare vid Göteborgs östra 5-klassiga läroverk (Göteborgs östra realskola) 1902–07 och vid Norra Real i Stockholm från 1907. 
Assar var musikanmälare i Göteborgs Handels- och Sjöfartstidning 1897–98, musikrecensent och medarbetare i Göteborgs Aftonblad 1898–07 och i Nya Dagligt Allehanda–Vårt Land från december 1908 samt redaktör och utgivare av Musiktidningen 1898–1927. Han ingick i redaktionen för Normal-sångbok för Svenska skolor (1908 och 1913) och utgav tillsammans med Otto Olsson Sverges melodibok, band 1 (utan årtal).